# VP8
VP8 – otwarty format kodowania wideo. Został pierwotnie opracowany i wydany przez On2 Technologies 13 września 2008 r. Jest następcą poprzedniego formatu VP7.
Kodek jest zaimplementowany w bibliotece libvpx. Po przejęciu On2 Technologies przez Google, kodek został wydany na licencji BSD 18 maja 2010 r. Format został również wydany na licencji Creative Commons Attribution 3.0 Unported License. Nowy format pliku wideo oparty na Matrosce, WebM, został również wydany wraz z kodekiem. Jego następcą jest format wideo VP9.